# Port del Jorf

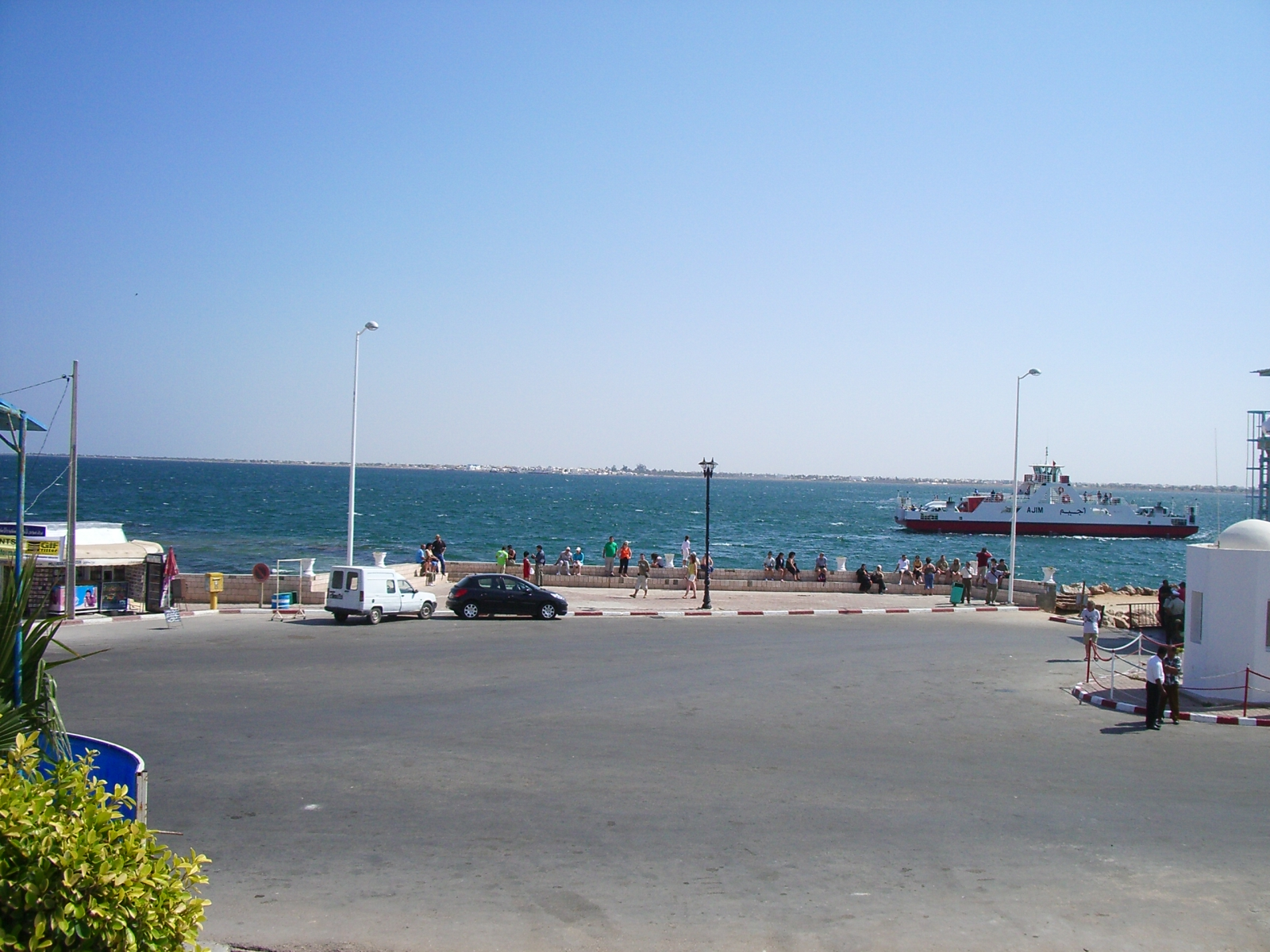
Port del Jorf

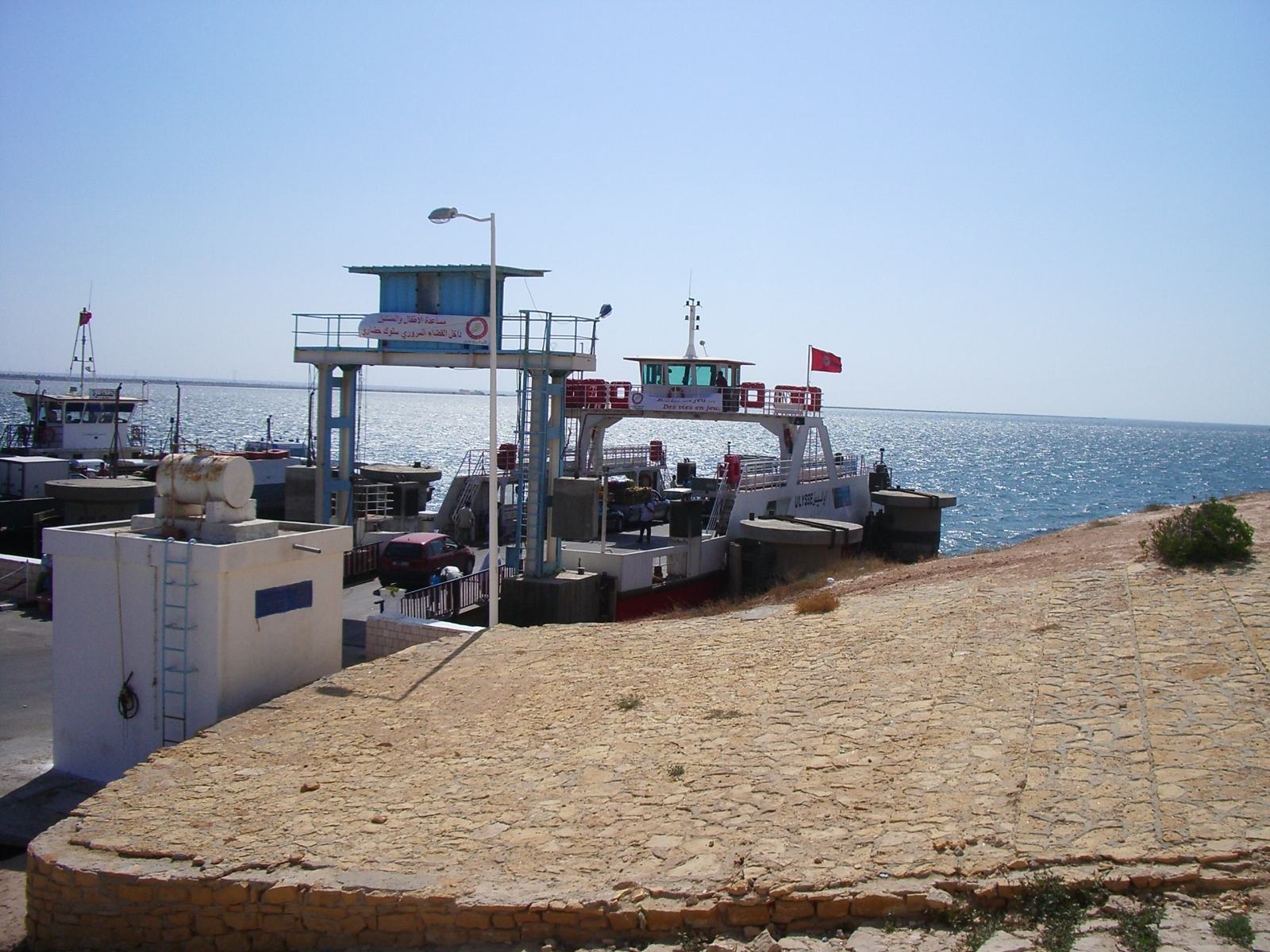
Ferry al port del Jorf

El port del Jorf (o Djorf) és un petit port de la costa sud-est de Tunísia, a la governació de Médenine, a la vila del mateix nom, d'on surt un ferri que enllaça el continent amb l'illa de Gerba. Cada 15 minuts un ferri fa el trajecte cap a l'illa fins a la ciutat d'Ajim (uns 2 km), i mentre un va, un altre ferri fa el recorregut contrari. L'altre enllaç amb l'illa per Al-Kantara es fa per carretera, des d'Al-Kantara-Continent fins a Al-Kantara a Gerba, construïda sobre una antiga calçada romana.